# Minato

Ligging van Minato binnen Tokio.

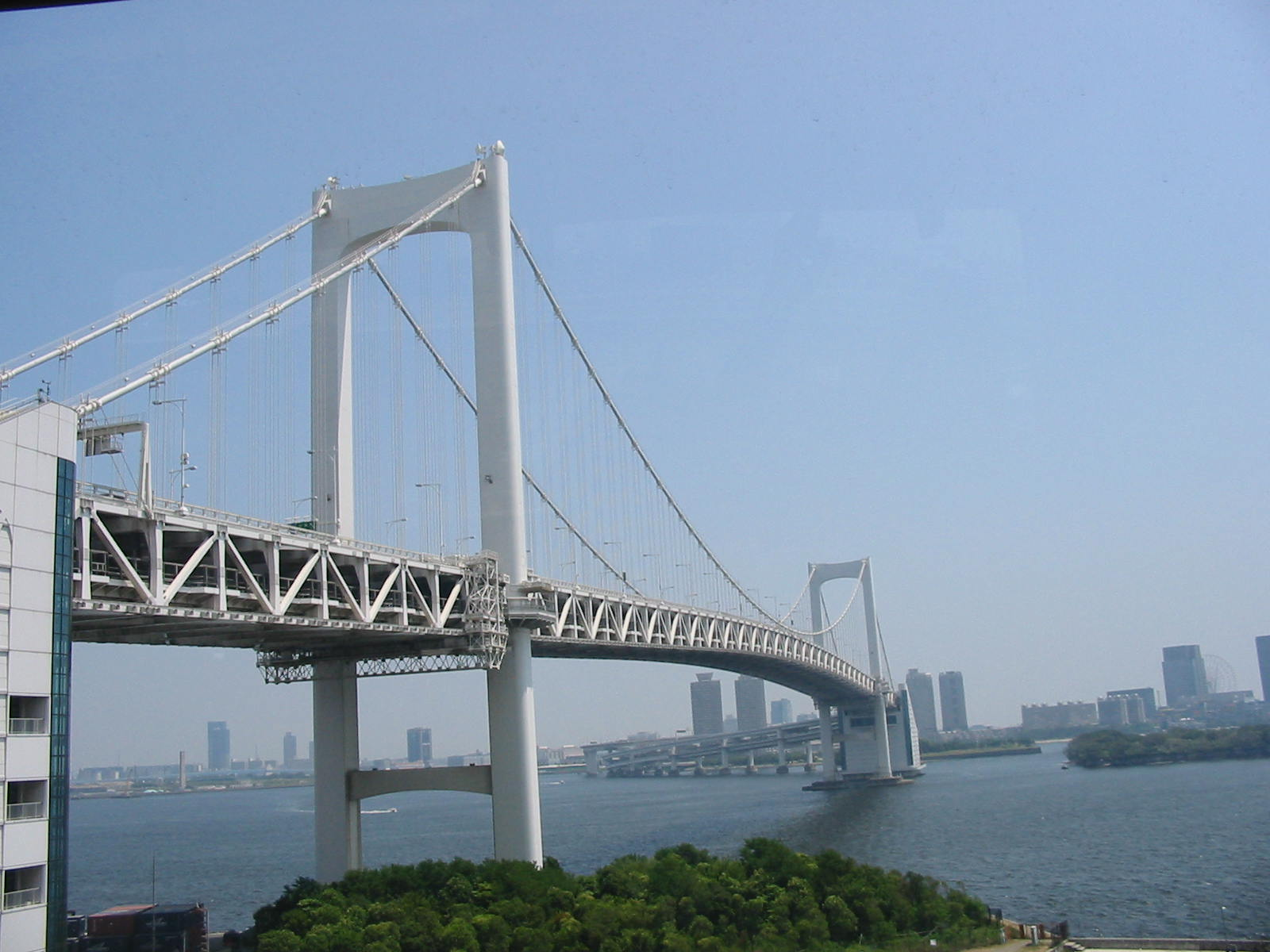
De Rainbow Bridge verbindt Tokio met Odaiba

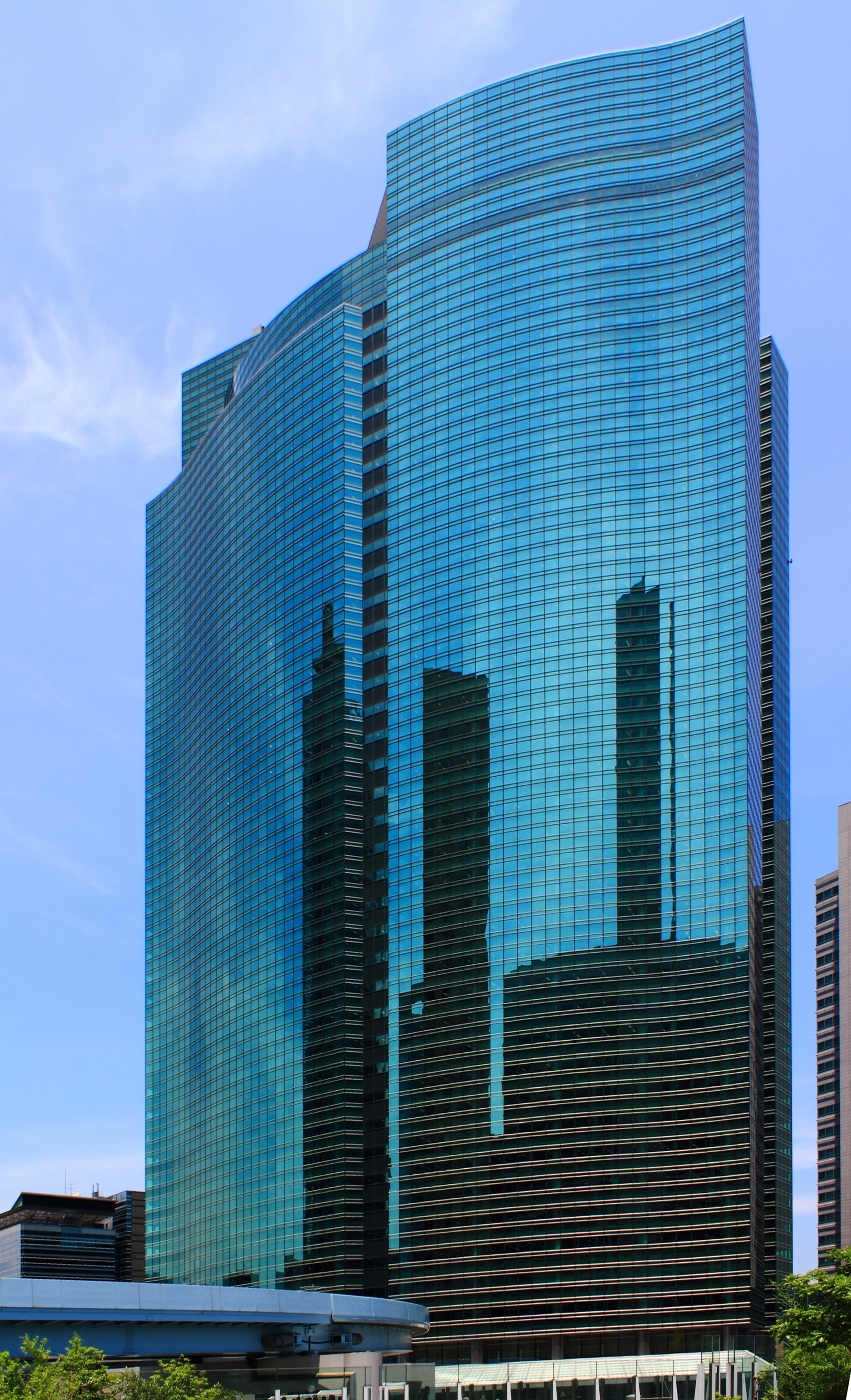
Shiodome City Center, het hoofdkwartier van All Nippon Airways en Fujitsu

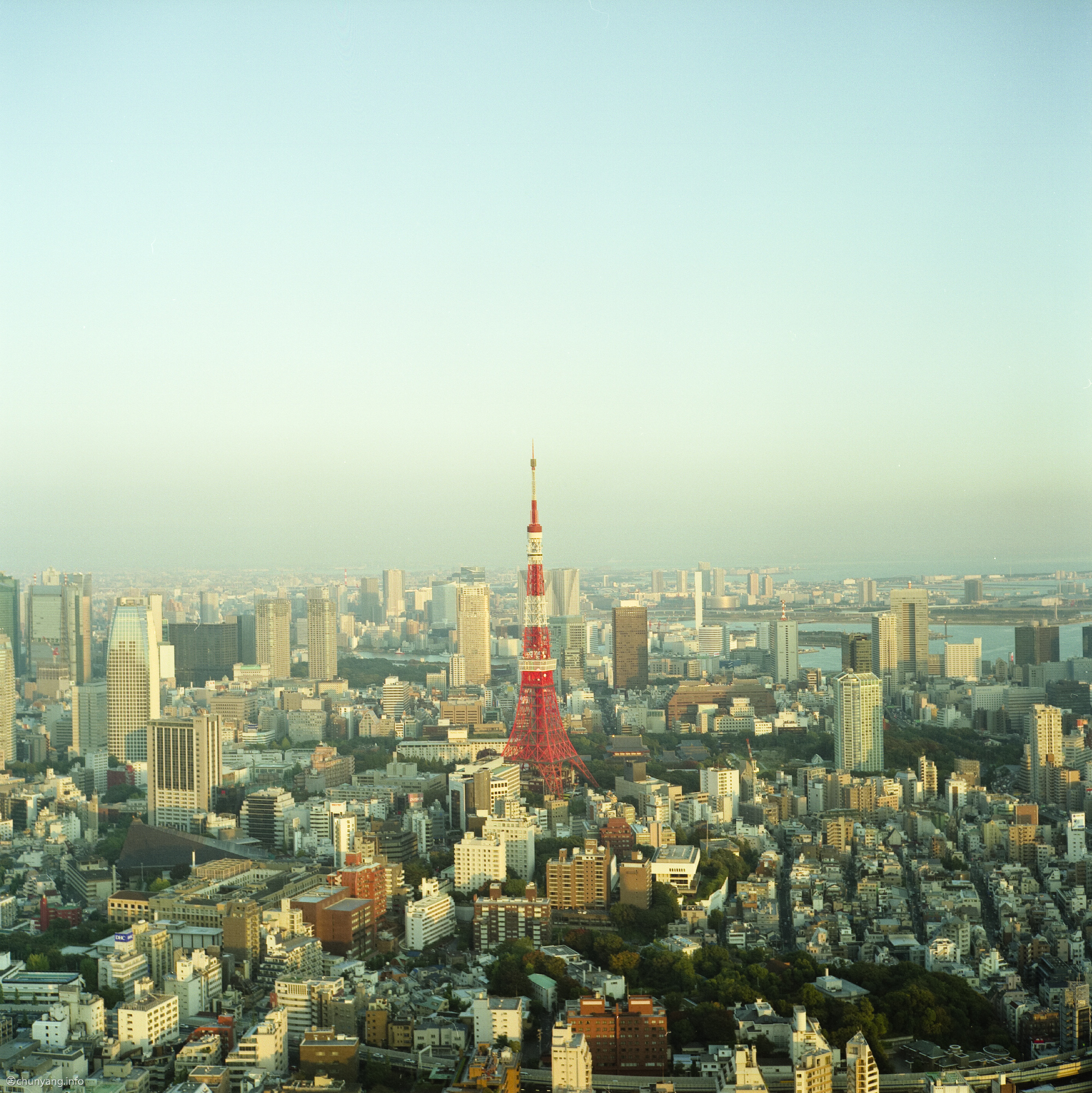
Tokyo Tower.

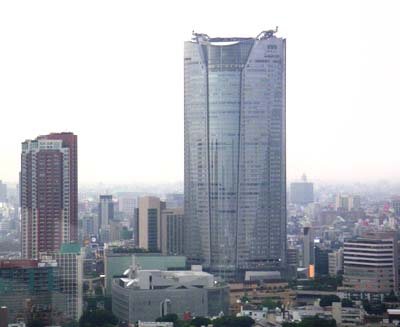
Roppongi Hills.

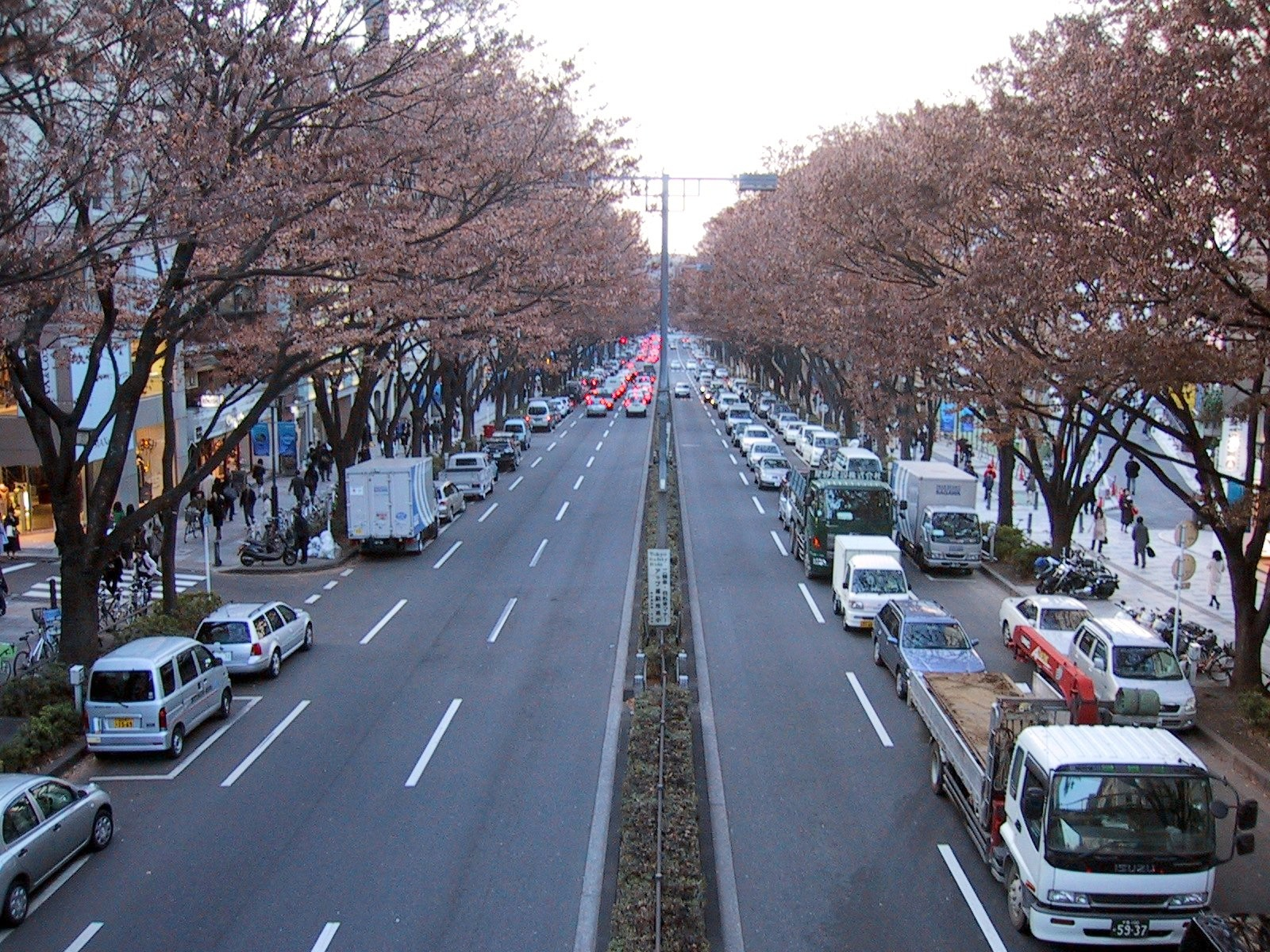
Omotesando

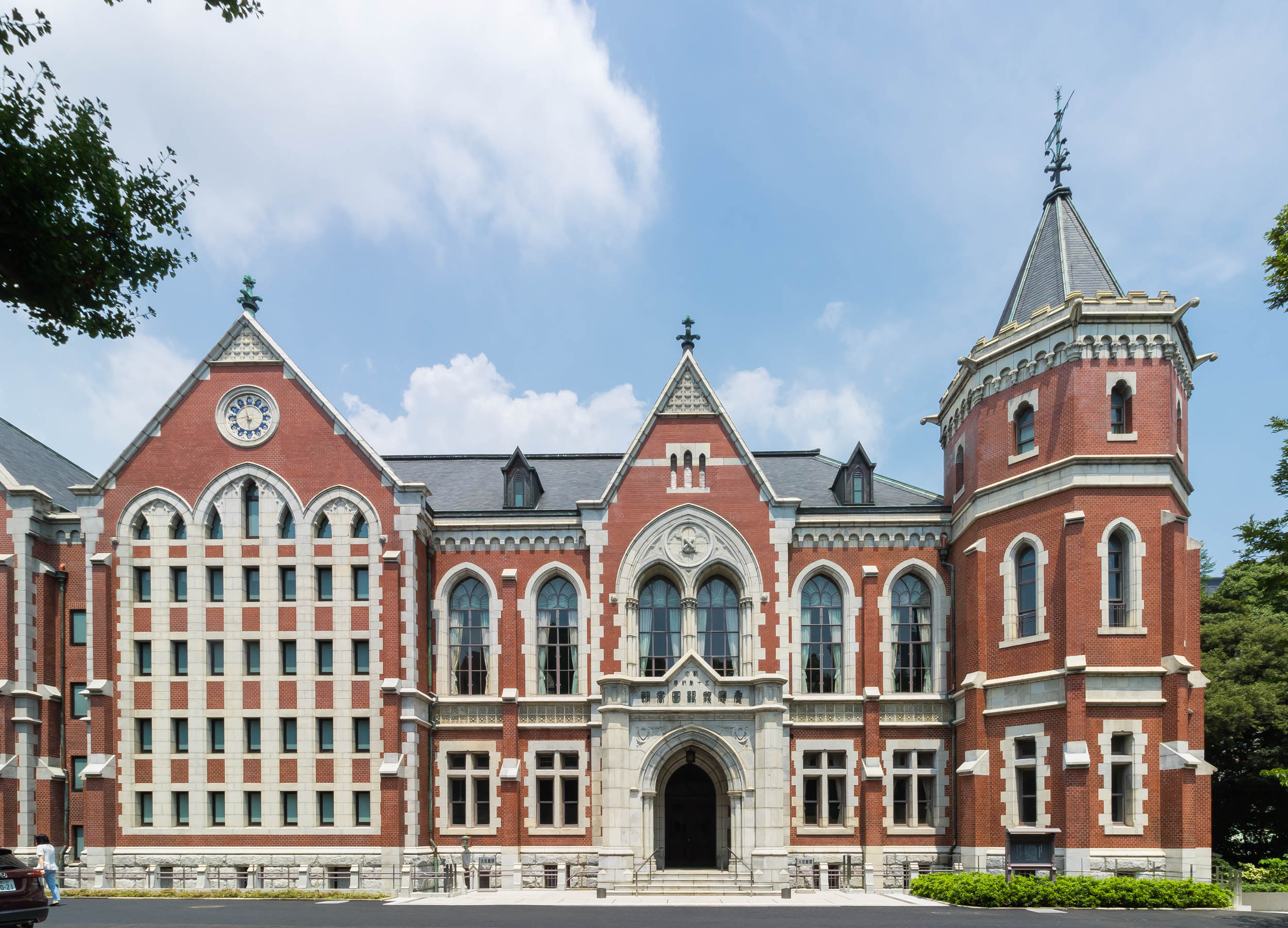
Keio-universiteit

 Minato  (Japans: 港区, Minato-ku) is een van de 23 speciale wijken van Tokio. Minato heeft het statuut van stad en noemt zich in het Engels ook  Minato City. Op 1 april 2009 had de stad 213.808 inwoners. De bevolkingsdichtheid bedroeg 10510 inw./km². De oppervlakte van de stad is 20,34 km².
Op het grondgebied van Minato bevinden zich 49 ambassades. Verschillende bedrijven waaronder Honda, Mitsubishi Heavy Industries en Mitsubishi Motors Corporation, NEC, Sony, Toshiba en SoftBank hebben hier vestigingen.

## Geschiedenis
Minato ontstond op 3 maart 1947 uit de fusie van de voormalige wijken Akasaka, Azabu en Shiba van de historische stad Tokio (東京市, Tōkyō-shi).

## Geografie
Minato bevindt zich ten zuidwesten van het keizerlijke paleis en wordt begrensd door de speciale wijken Chiyoda, Chūō, Kōtō (in Odaiba), Shinagawa, Shibuya en Shinjuku.

### Buurten en wijken
| Akasaka Azabujūban Azabudai Azabu-Nagasakachō Azabu-Mamianachō Atago Kaigan Kitaaoyama | Kōnan Shiba Shibaura Shibakōen Shibadaimon Shirokane Shirokanedai Shinbashi | Odaiba Takanawa Toranomon Nishiazabu Nishishinbashi Hamamatsuchō Higashiazabu Higashishinbashi | Mita Minamiaoyama Minamiazabu Motoakasaka Motoazabu Roppongi |

## Bezienswaardigheden
- De Tokyo Tower
- Odaiba een kunstmatig eiland in de baai van Tokio met stranden en een uitgaanscentrum.
- Roppongi, het nachtleven
- Het Atagoschrijn (愛宕神社) bevindt zich op de hoogste heuvel van Minato (26 m)
- De Sengaku-ji (泉岳寺), een boeddhistische tempel waar de graven liggen van de 47 Rōnin.
- De Zōjō-ji (増上寺) een boeddhistische tempel waar de graven liggen van 6 Tokugawa-Shōguns. De graven van Hidetada, het monument ter ere van zijn echtgenote Sūgen'in, de graven van Ienobu en Ietsugu waren tot aan hun vernietiging tijdens de Tweede Wereldoorlog nationaal erfgoed.
- Tokyo Midtown, een gebouwencomplex in de wijk Roppongi

## Verkeer

### Weg

#### Autosnelweg
- Shuto-autosnelweg
  -  Shuto-autosnelweg (Binnenring): afritten Shiba-koen en Iikura en knooppunten Ichinohashi en Tanimachi)
  -  Shuto-autosnelweg 2 (Meguro-lijn)
  -  Shuto-autosnelweg 1 (Haneda-lijn)
  -  Shuto-autosnelweg 11 (Daiba-lijn)
  -  Shuto-autosnelweg (Wangan-lijn)

#### Autoweg
- Autoweg 1 (lokale naam, Sakurada-dōri), naar Chūō of Ōsaka
- Autoweg 15 (lokale naam, Dai-Ichi Keihin), naar Chūō of Yokohama
- Autoweg 246 (lokale naam, Aoyama-dōri), naar Chiyoda of Numazu

#### Prefecturale weg
Minato ligt aan de prefecturale wegen 301 (Atago-dōri),405, 409 (Hibiya-dōri),412,413 (Akasaka-dōri), 415 en 418 (Gaien-nishi-dōri)

### Trein
- JR Central
  - Tōkaidō-Shinkansen, van Shinagawa naar Tokio of Shin-Ōsaka
- JR East
  - Yamanote-lijn (ringlijn), van Shinagawa
  - Keihin-Tōhoku-lijn, van Shimbashi, Hamamatsuchō, Tamachi of Shinagawa naar Ōmiya of Kamakura
  - Tōkaidō-hoofdlijn, van Shimbashi of Shinagawa naar Tokio of Kobe
  - Yokosuka-lijn, van Shimbashi of Shinagawa naar Tokio of Yokosuka
- Keikyū-hoofdlijn, van Sengakuji of Shinagawa naar Yokosuka

### Metro
- Tokyo Metro:
  - Ginza-lijn, van Omotesandō, Gaien-mae, Aoyama-Itchōme, Akasaka-Mitsuke, Tameike-Sannō, Toranomon of Shimbashi naar Station Shibuya of Asakusa
  - Marunouchi-lijn, van Akasaka-Mitsuke naar Suginami of Ikebukuro
  - Hibiya-lijn, van Hiroo, Roppongi of Kamiyachō naar Meguro  of Adachi
  - Chiyoda-lijn, van Omotesandō, Nogizaka of Akasaka naar Shibuya of Adachi
  - Hanzōmon-lijn, van Omotesandō of Aoyama-Itchōme naar Station Shibuya of Sumida
  - Namboku-lijn, van Shirokanedai, Shirokane-Takanawa, Azabu-Jūban, Roppongi-Itchōme of Tameike-Sannō naar Station Meguro of Kita
- Toei Metro:
  - Asakusa-lijn, van Takanawadai, Sengakuji, Mita, Daimon of Shimbashi naar Ōta of Sumida
  - Mita-lijn, van Shirokanedai, Shirokane-Takanawa, Mita, Shiba-kōen, Onarimon of Uchisaiwaichō naar Station Meguro of Itabashi
  - Ōedo-lijn, van Aoyama-Itchōme, Roppongi, Azabu-Jūban, Akabanebashi, Daimon of Shiodome naar Shinjuku of Nerima
- Yurikamome, van Shimbashi, Shiodome, Takeshiba, Hinode, Shibaura-Futō, Odaiba-Kaihin-kōen of Daiba naar Kōtō
- Tokyo Monorail Haneda-lijn, van Hamamatsuchō naar Luchthaven Haneda

## Onderwijs
Volgende scholen bevinden zich in Minato:
- Kitasato-universiteit: campus Shirokane
- Kyoritsu College of Pharmacy: campus Shiba
- Keiō-universiteit: campus Mita
- Shibaura Institute of Technology
- Temple University Japan
- Tokyo University of Marine Science and Technology: campus Shinagawa
- Jikei University School of Medicine: campus Nishi-Shinbashi
- Universiteit van Tokio: Insitituut voor Medische wetenschappen
- Meiji-Gakuin-universiteit: campus Shirokane
- Kanazawa Institute of Technology: campus Toranomon
- National Graduate Institute for Policy Studies: campus Roppongi

## Geboren in Minato
- Tanzan Ishibashi (1884), minister-president van Japan (1956-1957)
- Hirohito (1901-1989), Keizer van Japan (geboren in paleis Aoyama)
- Hideki Yukawa (1907-1981), theoretisch natuurkundige en Nobelprijswinnaar (1949)
- Tetsuko Kuroyanagi (1933), actrice
- Masako Owada (1963), kroonprinses van Japan
- Hiroki Narimiya (1982), acteur
- Nujabes (1974), hiphop artiest/producent